# Klenovský Vepor
Klenovský Vepor este o arie protejată (arie specială de conservare — SAC, sit de importanță comunitară — SCI) din Slovacia întinsă pe o suprafață de 343,03 ha, integral pe uscat.

## Localizare
Centrul sitului Klenovský Vepor este situat la coordonatele 48°41′14″N 19°45′31″E / 48.687222°N 19.758611°E.

## Înființare
Situl Klenovský Vepor a fost declarat sit de importanță comunitară în aprilie 2004 pentru a proteja 5 specii de animale. Situl a fost protejat și ca arie specială de conservare în martie 2004.

## Biodiversitate
Situată în ecoregiunea alpină, aria protejată conține 8 habitate naturale: Păduri de fag subalpine medio-europene cu Acer și Rumex arifolius, Păduri acidofile de Picea de la nivel montan la nivel alpin (Vaccinio-Piceetea), Păduri de fag Asperulo-Fagetum, Păduri de fag Luzulo-Fagetum, Păduri pe pante, grohotișuri și ravene de Tilio-Acerion, Pajiști stepice subpanonice, Pante stâncoase silicioase cu vegetație casmofită, Tufărișuri subcontinentale peripanonice.
La baza desemnării sitului se află mai multe specii protejate:
- amfibieni (1): izvoraș-cu-burta-galbenă (Bombina variegata)
- mamifere (4): lupul (Canis lupus), râs eurasiatic (Lynx lynx), liliac comun (Myotis myotis), urs brun (Ursus arctos)

Pe lângă speciile protejate, pe teritoriul sitului au mai fost identificate 7 specii de plante, 1 specie de mamifere.